# Маркан, Кристиан
Кристиа́н Марка́н (фр. Christian Marquand; полное имя — Кристиан Анри Маркан, фр. Christian Henri Marquand; 15 марта 1927, Марсель, Буш-дю-Рон, Франция — 22 ноября 2000, Иври-сюр-Сен, Валь-де-Марн, Франция) — французский актёр и режиссёр. Родной брат актёра Сержа Маркана (фр. Serge Marquand) и режиссёра Надин Трентиньян.

## Биография
Кристиан Маркан родился в Марселе 15 марта 1927 года. Его родители по профессии были актёрами, а по национальности мать, Люсьена Фернанда Корнийа (фр. Lucienne Fernande Cornilliat, 1906—2006), была испанкой, а отец, Жан Жорж Маркан (фр. Jean Georges Marquand, 1904—1992), имел арабское происхождение. В семье из шести детей трое потом изберут творческую стезю: Люсьена (теперь Надин Трентиньян), Серж и Кристиан. После войны семья покинула юг Франции и переехала в Париж. Плохой ученик, Кристиан довольно часто менял школы, а в семнадцать лет решил начать артистическую карьеру. После шести месяцев занятий актёрским мастерством у Тани Балашовой, вместе с Роже Вадимом, он появился на сцене в Горации, а затем еще в нескольких спектаклях. 
Его знания, помимо французского, также испанского, арабского, английского и итальянского языков — их все он учил в детстве — помогли ему в его ранней международной карьере.
В период оккупации Кристиан Маркан уехал в Лондон, где играл в постановке Always afternoon на английском языке. По возвращении во Францию в 1945 году он получил свою первую эпизодическую роль в кино у Жана Кокто в Красавице и чудовище. А вскоре последовали несколько ролей побольше, пока молодой премьер не обратил на себя внимание в исторической драме Лукреция Борджиа (фр. Lucrèce Borgia), снятой Кристианом-Жаком в 1953 году. После чего начался итальянский период, когда его заметил Лукино Висконти и предложил ему роль богемского офицера и друга главного героя в пышной мелодраме Чувство (1953) рядом с Алидой Валли и Фарли Грейнджером. После Людей-торпед (итал. Siluri umani, 1954) с Рафом Валлоне он возвратился во Францию, чтобы играть молодого стажёра в психологической драме Люди в белых халатах (фр. Les Hommes en blanc, 1955) Ральфа Хабиба (фр. Ralph Habib) и второстепенную роль в Любовнике леди Чаттерлей (фр. L'Amant de lady Chatterley, 1955) Марка Аллегре. В 1956 году Роже Вадим, который станет его другом и назовёт в его честь сына, пригласил Кристиана Маркана в свой дебютный фильм И Бог создал женщину.
Банальная, но чувственная история, представляющая 22-летнюю Брижит Бардо в различных видах одежды и без неё, также дала импульс карьере Маркана. Он исполнил одну из своих лучших ролей в картине Жизнь (фр. Une vie, 1958) Александра Астрюка по рассказу Ги де Мопассана, где актёру удаётся найти много нюансов в его несимпатичном персонаже, распутном муже молодой невинной аристократки в исполнении обольстительной Марии Шелл. В 1959 году он воплощает измученного молодого героя в интерпретации Мишелем Гастом (фр. Michel Gast) детективного романа Бориса Виана Я приду плюнуть на ваши могилы.
В струе набирающей силу во Франции Новой Волны Кристиан Маркван решил попробовать себя в качестве режиссёра в экранизации одноимённого романа Жана Жьоно (фр. Jean Giono) Большие дороги (фр. Les Grands Chemins, 1962) с Анук Эме, Робером Оссейном и Ренато Сальватори в главных ролях. А после исполнения роли морского офицера, в легендарном военном фильме Самый длинный день (1962) американского производства у него появилась возможность сотрудничества с ведущими голливудскими режиссёрами. Он уехал в США, где снимался у Ричарда Брукса, Фреда Ци́ннемана и Роберта Олдрича. Завёл крепкую дружбу с Марлоном Брандо (который также назовёт своего сына Кристианом).
В 1968 году Кристиан Маркан выпустил свой второй полнометражный фильм «Сладкоежка» по роману Терри Саузерна, фантастическую комедию с сатирой на американское общество о завоеваниях нимфетки, которую сыграла Ева Аулин. Престижный международный состав включал Марлона Брандо, Ричарда Бёртона, Джеймса Коберна, Джона Хьюстона, Шарля Азнавура, Эльзу Мартинелли, Ринго Старра и даже боксёра Шугар Рэя Робинсона. В издание Британского института кино Monthly Film Bulletin о фильме было сказано, что «психоделики хиппи накладываются на самоубийственный эффект передозировки чеснока».
Разочарованный этим по преимуществу отрицательным приёмом, он сделал паузу в кино, уходя в живопись — его хобби — и возвратился к актёрской профессии только через три года. В 1960-е годы он легко перемещался между фильмами, сделанными во Франции, и теми, что выходили из Голливуда. В 1976 году он снялся в телефильме Марвина Дж. Чомски (англ. Marvin J. Chomsky) Победа в Энтеббе (фр. Victoire à Entebbé), который демонстрировался на больших экранах в Европе, и в драме Апокалипсис сегодня (1977) режиссёра Фрэнсиса Форда Копполы; сцены с ним в роли французского плантатора были вырезаны при монтаже, но заново введены в фильм в расширенной версии 2000 года. Во Франции он, в частности, изображал сотрудника службы безопасности НАТО у Клода Шаброля в Дороге в Коринф (1967), играл у своего деверя, Жан-Луи Трентиньяна, в комедии Инструктор по плаванию (фр. Le Maître-nageur, 1978), в комедийной мелодраме у Клода Берри Я вас люблю (1980) и в криминальной драме у Алена Корно Выбор оружия (1981). Окончательно перебравшись во Францию, он в 1984 году работал под руководством его сестры Надин Трентиньян в драме Будущее лето (фр. L'Été prochain), а в следующем году появился в последнем для него кинофильме Прощай Барсук (фр. Adieu blaireau) с Анни Жирардо. После обнаружения у него в 1985 году болезни Альцгеймера, он ещё снялся в двух мини-сериалах на телевидении, но в 1987 году, в связи с ухудшением здоровья, Кристиан Маркан решил отказаться от актёрской профессии. О нём не было никаких известей до 1991 года, когда его сестра обратилась на радио по причине его исчезновения: после двух дней поисков, его в конце концов нашли блуждающим по парижскому метро. В последние свои годы он много времени проводил в больнице, не узнавая тех, кто его посещал.
Скончался 22 ноября 2000 года. Был кремирован в крематории кладбища Пер-Лашез в Париже, а его пепел передан членам семьи. Его сестра посвятила ему книгу «Ton chapeau au vestiaire», в которой рассказала о его болезни.

## Личная жизнь
Кристиан Маркан, который был большим ловеласом, женился 4 октября 1963 года на актрисе Тине Омон (фр. Tina Aumont ), дочери актёров Жан-Пьера Омона и Марии Монтес, и состоял с ней в браке до своей смерти в 2000 году.
Он знакомился с Тиной благодаря Роже Вадиму и, с одобрением её отца, обеспокоенного новым образом жизни его дочери, стал её мужем в 36 лет, в то время как ей было 17. Их парижская квартира пользовалась известностью богемных пати, также как и занимаемая ими квартира в Лондоне, куда Кристиана в 1966 году привела работа над Сладкоежкой. Примерно в это же время в их отношениях проявились трещины. У неё случился выкидыш, в котором он, видимо, обвинил её, и через несколько недель их трёхлетний брак фактически развалился. 
В 1971 году он встретил актрису Доминик Санда (фр. Dominique Sanda). 20 апреля 1972 года у неё родился от Кристиана Маркана его единственный ребёнок, сын Йан Маркан (фр. Yann Marquand); он также работает в киноиндустрии.

## Творчество

### Актёр

#### Кинофильмы
- 1946: Красавица и чудовище (La Belle et la Bête), реж. Жан Кокто — лакей (в титрах отсутствует)
- 1947: Набережная Орфевр (Quai des Orfèvres), реж. Анри-Жорж Клузо — эпизодическая роль (в титрах отсутствует)
- 1951: Девушка и привидение (La Demoiselle et son revenant), реж. Марк Аллегре — зуав
- 1951: Грязными руками (Les Mains sales), реж. Фернан Ривер (фр. Fernand Rivers) и Симона Берьо (фр. Simone Berriau) — Димитри
- 1953: Лукреция Борджиа (Lucrèce Borgia), реж. Кристиан-Жак — Паоло
- 1954: Чувство (Senso), реж. Лукино Висконти — богемский офицер
- 1954: Аттила / Аттила, бич Божий (Attila, fléau de Dieu / Attila), реж. Пьетро Франчищи (итал. Pietro Francisci) — предводитель Хан
- 1954: Люди-торпеды (Siluri umani / Torpilles humaines), реж. Антонио Леонвьола (итал. Antonio Leonviola) и Марк-Антонио Брагадин (итал. Marc-Antonio Bragadin)
- 1955: Больше виски для Каллагана! (Plus de whisky pour Callaghan!), реж. Вилли Розье (фр. Willy Rozier) — в титрах не указан
- 1955: Люди в белых халатах (Les Hommes en blanc), реж. Ральф Хабиб (фр. Ralph Habib) — Филиппон
- 1955: Любовник леди Чаттерлей (L’Amant de lady Chatterley), реж. Марк Аллегре — любовник Берты
- 1956: Impasse des vertus, реж. Пьер Мере (фр. Pierre Méré) Эжен Легран
- 1956: И Бог создал женщину (Et Dieu… créa la femme), реж. Роже Вадим — Антуан Тардьё, деверь Джульетты и её любовник
- 1957: Кто знает… / Никогда не знаешь (Sait-on jamais…,), реж. Роже Вадим — Мишель Лафори
- 1958: Желание ведёт мужчин (Le Désir mène les hommes), реж. Мик Руссель (фр. Mick Roussel) — инженер Филипп Венсан
- 1958: Жизнь (Une vie), реж. Александр Астрюк Жюльен де Ламар
- 1959: Остров на краю мира (L'Île du bout du monde), реж. Эдмон Т. Гревиль — Патрик
- 1959: Мужчины приехали (Llegaron dos hombres / Deux hommes sont arrivés), реж. Eusebio Fernández Ardavín и Arne Mattsson — Пабло Моралес
- 1959: И приду плюнуть на ваши могилы / Я плюну на ваши могилы (J’irai cracher sur vos tombes), реж. Мишель Гаст (фр. Michel Gast) — Джо Грант
- 1960: Нежная и жестокая Элизабет (Tendre et violente Elisabeth), реж. Анри Декуэн — Клод Вальтер
- 1960: La Récréation, реж. Фабьен Колен (фр. Fabien Collin) и Франсуа Морей (фр. François Moreuil) — Филипп
- 1960: Сладкий обман (I Dolci inganni / Les adolescentes), реж. Альберто Латтуада — Энрико
- 1960: Сержант Икс (Sergent X), реж. Бернар Бордери — Мишель Руссо
- 1960: Cibles vivantes / Altas variedades, реж. Francisco Rovira Beleta — Вальтер
- 1960: Schlußakkord, реж. Вольфганг Либенайнер (нем. Wolfgang Liebeneiner ) — Франк Леру
- 1961: Убийца выходит из тени (Pleins feux sur l’assassin), реж. Жорж Франжю — Иван
- 1961: Добыча для тени / В погоне за призрачной мечтой (La Proie pour l’ombre), реж. Александр Астрюк — Бруно, любовник Анны
- 1962: Парижанки (Les Parisiennes), эпизод Антония (Antonia), реж. Мишель Буарон — Кристиан Ленье
- 1962: Преступление не выгодно (Le crime ne paie pas), эпизод Дело Фенеру (L’affaire Fenayrou), реж. Жерар Ури — Луи Обер
- 1962: Как снег на голову / Собака на игре в кегли (Un chien dans un jeu de quilles), реж. Фабьен Колен (Fabien Collin) — Родольф
- 1962: Самый длинный день (Le Jour le plus long / The Longest Day), реж. Эндрю Мартон (англ. Andrew Marton), Кен Эннакин и Бернхард Викки — фрегат-капитан Филипп Кьеффе
- 1963: Большие дороги (Les Grands Chemins), реж. Кристиан Маркан —автомеханик в Белькуре
- 1963: Недотроги (Les Saintes Nitouches), реж. Пьер Монтазель (фр. Pierre Montazel) — Стив
- 1964: Суп (La Bonne Soupe), реж. Робер Тома — Люсьен Волар
- 1964: Узри коня бледного (Et vint le jour de la vengeance / Behold a Pale Horse), реж. Фред Циннеман — Заганар
- 1965: Лорд Джим (Lord Jim), реж. Ричард Брукс — французский офицер
- 1965: Полёт Феникса (Le Vol du Phénix / The Flight of the Phoenix), реж. Роберт Олдрич — доктор Рено
- 1967: Ад в Макао (Les Corrompus / Die Hölle von Macao), реж. Джеймс Хилл (англ. James Hill) и Frank Winterstein — Джей Брендон
- 1967: Дорога в Коринф (La Route de Corinthe), реж. Клод Шаброль — Роберт Форд
- 1972: Чао, Манхеттен! (Ciao! Manhattan), реж. Джон Пальмер (англ. John Palmer) и David Weisman — предприниматель
- 1972: Горячий и холодный (Heiß und kalt), реж. Густав Эмк (нем. Gustav Ehmck)
- 1977: Обратная сторона полуночи (De l’autre côté de minuit / The Other Side of Midnight), реж. Чарльз Джерротт — Арман Готье
- 1977: Ученики чародеев (Les Apprentis sorciers), реж. Эдгардо Козарински — Аш / Беззеридес
- 1979: Инструктор по плаванию (Le Maître-nageur), реж. Жан-Луи Трентиньян — Поль Журьяс
- 1979: Говорите, мне интересно (Cause toujours… tu m’intéresses !), реж. Эдуар Молинаро — Жорж Жюльен
- 1979: Апокалипсис сегодня (Apocalypse Now), реж. Фрэнсис Форд Коппола (реж. версия) — Юбер де Маре, владелец французской плантации
- 1979: Полиции нравов: Секта Марракеш (Brigade des mœurs: La secte de Marrakech), реж. Эдди Маталон (фр. Eddy Matalon) — Отец Петер
- 1980: Я вас люблю (Je vous aime), реж. Клод Берри — Виктор
- 1981: Выбор оружия (Le Choix des armes), реж. Ален Корно — Жан
- 1982: Любовная лихорадка / Чехарда (Chassé-croisé), реж. Ариэль Домбаль
- 1984: Эммануэль 4 (Emmanuelle 4), реж. Франсис Леруа (фр. Francis Leroi) и Ирис Летан (фр. Iris Letans) — доктор Сантано
- 1985: Будущее лето (L'Été prochain), реж. Надин Трентиньян
- 1985: Прощай, барсук (Adieu blaireau), реж. Боб Деку (фр. Bob Decout) — Виктор

#### Телефильмы
- 1952: Двойная ошибка (La double méprise), реж. Ж Беранже (фр. J. Béranger) (к/м)
- 1976: Победа в Энтеббе (Victoire à Entebbé / Victory at Entebbe), реж. Марвин Дж. Чомски (англ. Marvin J. Chomsky) — капитан Дюкас
- 1978: Вечер в Византии (Evening in Byzantium), реж. Джерри Лондон (англ. Jerry London) — инспектор Дюбуа
- 1979: Нищий, вор (Beggarman, Thief), реж. Лоуренс Дохени (англ. Lawrence Doheny) — инспектор Шарбоно
- 1980: Le Grand Poucet, реж. Шарль-Анри Ламбер (фр. Charles-Henri Lambert) — людоед
- 1981: Прекрасный мир (Le Beau Monde), реж. Мишель Поляк (фр. Michel Polac) — Бертран I
- 1983: Пабло мёртв (Pablo est mort), реж. Филипп Лефевр (фр. Philippe Lefebvre) — Ребуль

#### Сериалы
- 1957: The Gay Cavalier, реж. Лэнс Комфорт (англ. Lance Comfort), и Теренс Фишер — капитан Клод Дюваль
- 1983: Спасибо, Сильвестр (Merci Sylvestre), реж. Серж Корбе (фр. Serge Korber)
  - 1983: эпизод Merveilleuse Daphné — режиссёр
- 1986—1987: Иллюзии любви (Le Tiroir secret), реж. Мишель Буарон (Michel Boisrond), Роже Жильо (фр. Roger Gillioz), Надин Трентиньян и Эдуар Молинаро — Станислас
- 1987: Кто этот мальчик? (Qui c’est ce garçon ?), реж. Надин Трентиньян — Андре

### Режиссёр
- 1963: Большие дороги (Les Grands Chemins)
- 1968: Сладкоежка (Candy)

### Сценарист
- 1963: Большие дороги (Les Grands Chemins), в сотрудничестве с Пьером Ла Саль (фр. Pierre La Salle) по роману «Les Grands Chemins» (1951) Жана Жьоно (Jean Giono)

#### Документальные фильмы
- 1960: Улица Вьей-дю-Тампль, 47 (47 rue Vieille-du-Temple) (к/м фильм)
- 1956—1966: Кинопанорама (Cinépanorama) (телепередача)
  - 1961, 29 июля: выпуск
- 1982: Портрет Жан-Луи Трентиньяна (Portrait de Jean-Louis Trintignant) (док. фильм)

#### Архивные кадры
- 1964: Dictionary of Sex, реж. Radley Metzger
- 2008: Hollywood contra Franco (док. фильм) — Заганар
- 2016: Vadim Mister Cool (телефильм) — он сам

#### Театр
- 1948: Грязными руками (Les Mains sales), авт. Жан-Поль Сартр, пост. Пьер Вальд (фр. Pierre Valde), Théâtre Antoine
- 1949: Король-рыбак (Le Roi pêcheur), авт. Жюльен Грак, пост. Марсель Эрран, Théâtre Montparnasse
- 1950: У нас красные руки (Nous avons les mains rouges), авт. Жан Мекер (фр. Jean Meckert), пост. Марсель Кювелье (фр. Marcel Cuvelier), Théâtre Verlaine
- 1951: Анна Каренина (Anna Karenine), авт. Л. Толстой, адапт. и пост. Раймон Руло (фр. Raymond Rouleau), Théâtre de la Renaissance
- 1951: Рука Цезаря (La Main de César), авт. и пост. Андре Руссен (фр. André Roussin), Théâtre des Célestins, Théâtre de Paris